# 1991年の野球
1991年の野球（1991ねんのやきゅう）では、1991年の野球界における動向をまとめる。

## 競技結果

### 日本プロ野球

#### ペナントレース
| 順位 | 球団               | 勝 | 敗 | 分 | 勝率 | 差   |
| 1位  | 広島東洋カープ     | 74 | 56 | 2  | .569 | 優勝 |
| 2位  | 中日ドラゴンズ     | 71 | 59 | 1  | .546 | 3.0  |
| 3位  | ヤクルトスワローズ | 67 | 63 | 2  | .515 | 7.0  |
| 4位  | 読売ジャイアンツ   | 66 | 64 | 0  | .508 | 8.0  |
| 5位  | 横浜大洋ホエールズ | 64 | 66 | 1  | .492 | 10.0 |
| 6位  | 阪神タイガース     | 48 | 82 | 0  | .369 | 26.0 |

| 順位 | 球団                       | 勝 | 敗 | 分 | 勝率 | 差   |
| 1位  | 西武ライオンズ             | 81 | 43 | 6  | .653 | 優勝 |
| 2位  | 近鉄バファローズ           | 77 | 48 | 5  | .616 | 4.5  |
| 3位  | オリックス・ブルーウェーブ | 64 | 63 | 3  | .504 | 18.5 |
| 4位  | 日本ハムファイターズ       | 53 | 72 | 5  | .424 | 28.5 |
| 5位  | 福岡ダイエーホークス       | 53 | 73 | 4  | .421 | 29.0 |
| 6位  | ロッテオリオンズ           | 48 | 77 | 5  | .384 | 33.5 |

#### 日本シリーズ
| 日付                                  | 試合   | ビジター球団（先攻） | スコア   | ホーム球団（後攻） | 開催球場           |
| ------------------------------------- | ------ | -------------------- | -------- | ------------------ | ------------------ |
| 10月19日（土）                        | 第1戦  | 広島東洋カープ       | 3 - 11   | 西武ライオンズ     | 西武ライオンズ球場 |
| 10月20日（日）                        | 第2戦  | 広島東洋カープ       | 4 - 2    | 西武ライオンズ     | 西武ライオンズ球場 |
| 10月21日（月）                        | 移動日 | 移動日               | 移動日   | 移動日             | 移動日             |
| 10月22日（火）                        | 第3戦  | 西武ライオンズ       | 1 - 0    | 広島東洋カープ     | 広島市民球場       |
| 10月23日（水）                        | 第4戦  | 西武ライオンズ       | 3 - 7    | 広島東洋カープ     | 広島市民球場       |
| 10月24日（木）                        | 第5戦  | 西武ライオンズ       | 0 - 3    | 広島東洋カープ     | 広島市民球場       |
| 10月25日（金）                        | 移動日 | 移動日               | 移動日   | 移動日             | 移動日             |
| 10月26日（土）                        | 第6戦  | 広島東洋カープ       | 1 - 6    | 西武ライオンズ     | 西武ライオンズ球場 |
| 10月27日（日）                        | 第7戦  | 雨天中止             | 雨天中止 | 雨天中止           | 西武ライオンズ球場 |
| 10月28日（月）                        | 第7戦  | 広島東洋カープ       | 1 - 7    | 西武ライオンズ     | 西武ライオンズ球場 |
| 優勝：西武ライオンズ（2年連続10回目） |        |                      |          |                    |                    |

#### 個人タイトル
|                | セントラル・リーグ | セントラル・リーグ | セントラル・リーグ | パシフィック・リーグ | パシフィック・リーグ | パシフィック・リーグ |
| タイトル       | 選手               | 球団               | 成績               | 選手                 | 球団                 | 成績                 |
| -------------- | ------------------ | ------------------ | ------------------ | -------------------- | -------------------- | -------------------- |
| 最優秀選手     | 佐々岡真司         | 広島               |                    | 郭泰源               | 西武                 |                      |
| 最優秀新人     | 森田幸一           | 中日               |                    | 長谷川滋利           | オリックス           |                      |
| 首位打者       | 古田敦也           | ヤクルト           | .340               | 平井光親             | ロッテ               | .314                 |
| 本塁打王       | 落合博満           | 中日               | 37本               | O.デストラーデ       | 西武                 | 39本                 |
| 打点王         | 広沢克己           | ヤクルト           | 99点               | O.デストラーデ       | 西武                 | 92点                 |
| 打点王         | 広沢克己           | ヤクルト           | 99点               | J.トレーバー         | 近鉄                 | 92点                 |
| 最多安打       | 野村謙二郎         | 広島               | 170本              | 佐々木誠             | ダイエー             | 158本                |
| 盗塁王         | 野村謙二郎         | 広島               | 31個               | 大野久               | ダイエー             | 42個                 |
| 最高出塁率     | 落合博満           | 中日               | .473               | 白井一幸             | 日本ハム             | .428                 |
| 最優秀防御率   | 佐々岡真司         | 広島               | 2.44               | 渡辺智男             | 西武                 | 2.35                 |
| 最多勝利       | 佐々岡真司         | 広島               | 17勝               | 野茂英雄             | 近鉄                 | 17勝                 |
| 最多奪三振     | 川口和久           | 広島               | 230個              | 野茂英雄             | 近鉄                 | 287個                |
| 最高勝率       | 北別府学           | 広島               | .733               | 工藤公康             | 西武                 | .842                 |
| 最優秀救援投手 | 大野豊             | 広島               | 32SP               | 武田一浩             | 日本ハム             | 22SP                 |

#### ベストナイン
|          | セントラル・リーグ | セントラル・リーグ | パシフィック・リーグ | パシフィック・リーグ |
| 守備位置 | 選手               | 球団               | 選手                 | 球団                 |
| -------- | ------------------ | ------------------ | -------------------- | -------------------- |
| 投手     | 佐々岡真司         | 広島               | 郭泰源               | 西武                 |
| 捕手     | 古田敦也           | ヤクルト           | 伊東勤               | 西武                 |
| 一塁手   | 落合博満           | 中日               | J.トレーバー         | 近鉄                 |
| 二塁手   | 高木豊             | 大洋               | 辻発彦               | 西武                 |
| 三塁手   | 山崎隆造           | 広島               | 松永浩美             | オリックス           |
| 遊撃手   | 野村謙二郎         | 広島               | 小川博文             | オリックス           |
| 外野手   | R・J・レイノルズ   | 大洋               | 秋山幸二             | 西武                 |
| 外野手   | 広沢克己           | ヤクルト           | 佐々木誠             | ダイエー             |
| 外野手   | 原辰徳             | 巨人               | 平井光親             | ロッテ               |
| 指名打者 |                    |                    | O.デストラーデ       | 西武                 |

### 高校野球
- 第63回選抜高等学校野球大会優勝 広陵（広島県）
- 第73回全国高等学校野球選手権大会優勝 大阪桐蔭（大阪府）

### 大学野球
- 第40回全日本大学野球選手権大会優勝：東北福祉大
- 第22回明治神宮野球大会優勝：愛知学院大

- 東京六大学野球連盟優勝 春：慶應義塾大、秋：慶應義塾大
- 東都大学野球連盟優勝 春：東洋大、秋：駒澤大
- 関西学生野球連盟優勝 春：関西大、秋：近畿大

### 社会人野球
- 第62回都市対抗野球大会優勝：東芝
- 第18回社会人野球日本選手権大会優勝：日本石油

### メジャーリーグ
- ワールドシリーズ：ミネソタ・ツインズ（4勝3敗）アトランタ・ブレーブス
  - アメリカンリーグ東地区優勝：トロント・ブルージェイズ
  - アメリカンリーグ西地区優勝：ミネソタ・ツインズ
  - ナショナルリーグ東地区優勝：ピッツバーグ・パイレーツ
  - ナショナルリーグ西地区優勝：アトランタ・ブレーブス

## できごと

### 1月
- 1月7日 - 中日ドラゴンズの音重鎮・山田和利と広島東洋カープの長島清幸との交換トレードが成立したと中日、広島両球団が発表[1]。
- 1月10日 - 【MLB】メジャーリーグの野球殿堂入り資格を話会う特別資格委員会がニューヨークで開かれ、メジャーリーグから永久追放された選手は殿堂入りの資格を失うとする規則改正案を7対3で可決[2]。
- 1月16日 - 読売ジャイアンツは球団3人目の外国人選手としてヘクター・デラクルーズとの契約。ウォーレン・クロマティの退団を正式に決定[3]。
- 1月17日 - 西武ライオンズの球団代表の清水信人は、マウイでの春季キャンプが本社からの指示で中止し、高知県の春野で行うと明らかにした[4]。
- 1月22日
  - 野球体育博物館に入る元選手、監督を決める競技者表彰委員会の記者投票が開票され、島岡吉郎、牧野茂、筒井修を選出。島岡はアマチュア球界から初の選出[5]。
  - パシフィック・リーグは前時事通信社社長の原野和夫が会長に就任したと正式に発表[6]。
- 1月23日 - ヤクルトスワローズは湾岸戦争の激化を理由に、来月1月から23日までアメリカのユマでの行う予定だった春季キャンプを中止し、14年ぶりに日本国内キャンプとなる宮崎県西都市で行うことを決定[7]。

### 2月
- 2月26日 - 【MLB】トニー・ラゼリとビル・ベックのアメリカ野球殿堂入りが、ベテランズ委員会の選出により決定。

### 3月
- 3月8日 - 日本人選手初の年俸調停となっていた中日の落合博満について、調停委員会は球団提示の2億2千万（落合は当初3億を要求、その後2億7千万に）の結論を出した[8]。
- 3月26日 - 第63回選抜高等学校野球大会が阪神甲子園球場で開幕。
- 3月27日 - ヤクルトの球団オーナーに桑原潤が就任。

### 4月
- 4月5日 - 第63回選抜高等学校野球大会の決勝戦が阪神甲子園球場で行われ、広陵が松商学園を6-5で破り、1926年（第3回）以来65年ぶり2度目の優勝。
- 4月6日 - 中日の森田幸一が東京ドームでの対巨人1回戦に4番手で登板し、21年ぶりの「開幕戦で新人がプロ入り初登板、初勝利投手」となる[9]。
- 4月7日 - 中日の西本聖が東京ドームでの対巨人2回戦に先発し、4回2死でプロ通算2500投球回を達成[10]。
- 4月10日 - 中日の森田幸一がナゴヤ球場での対広島1回戦の八回裏のプロ入り初打席で秋村謙宏からプロ入り初の1号本塁打。投手による初打席初本塁打は史上4人目、新人では1950年の東映フライヤーズの塩瀬盛道以来41年ぶり[11]。
- 4月12日 - 東京ドームでの日本ハムファイターズ対オリックス・ブルーウェーブ1回戦は日本ハムが田村藤夫の3号本塁打の1安打のみで1-0で勝利。敗れたオリックスは26年ぶり開幕5連敗[12]。
- 4月13日 - 巨人の原辰徳が広島市民球場での対広島2回戦の四回表に3号本塁打を打ち、球団史上王貞治、長嶋茂雄に次いで3人目の「4番打者での200号本塁打」を達成[13]。
- 4月14日 - 長良川球場での中日対横浜大洋ホエールズ2回戦は延長15回5-5の引き分けに終わり、試合時間5時間42分はプロ野球史上2番目[14]。中日の宇野勝が7番・三塁で先発出場しプロ通算1500試合出場を達成[15]。
- 4月16日 - 阪神タイガースの球団社長の三好一彦が遠征先の広島市民球場にて報道陣に対し「甲子園球場のラッキーゾーンを撤廃する方向で検討している」と明らかにした[16]。
- 4月17日 - 明治神宮球場でのヤクルト対中日2回戦の六回表、中日の小松崎善久がヤクルトのティム・バートサスの投球に激高し乱闘騒ぎとなり試合が約5分中断。両者とも退場処分となる[17]。
- 4月24日 - 日本ハムの芝草宇宙が川崎球場での対ロッテオリオンズ5回戦に先発し、プロ野球史上24人目のプロ入り初登板で完封勝利[18]。
- 4月25日 - 巨人の篠塚利夫がナゴヤ球場での対中日4回戦の二回裏に仁村徹のゴロを処理し、二塁手の550守備機会無失策のプロ野球タイ記録。六回裏に種田仁のゴロを失策し記録が止まる[19]。
- 4月28日 - オリックスの佐藤義則が藤井寺球場での対近鉄バファローズ4回戦に先発し二回二死でプロ通算2000投球回を達成[20]。
- 4月29日 - 西武の平野謙が東京ドームでの対日本ハム5回戦の七回表に犠打を決め、プロ通算300犠打を達成[21]。

### 5月
- 5月1日
  - 【MLB】テキサス・レンジャーズのノーラン・ライアンが7回目のノーヒット・ノーランを達成。自身の持つ最多記録と最年長記録を更新。
  - 【MLB】 オークランド・アスレチックスのリッキー・ヘンダーソンがルー・ブロックの938盗塁を更新するメジャーリーグ新記録の939盗塁。
- 5月2日 - 巨人の原辰徳が東京ドームでの対阪神5回戦の五回裏に6号2点本塁打を打ち、プロ通算300本塁打を達成[22]。
- 5月3日
  - 中日の宇野勝がナゴヤ球場での対ヤクルト6回戦の四回裏に3号2点本塁打を打ち、プロ通算300本塁打を達成[23]。
  - 西武の秋山幸二が西武球場での対福岡ダイエーホークス5回戦に3番・中堅で先発出場し、800試合連続試合出場を達成[24]。
- 5月9日 - 近鉄の野茂英雄が草薙球場での対日本ハム3回戦に先発して10奪三振を記録し、プロ野球新記録となる6試合連続2桁奪三振[25]。
- 5月10日 - ロッテの監督の金田正一が東京ドームでの対日本ハム6回戦の七回裏一死、一、二塁の場面で永野吉成の4球目の投球がボールと判定された事に対し球審の山崎夏生に猛抗議し、日本プロ野球新記録の通算8度目の退場処分[26]。
- 5月14日 - 岡山での広島対阪神5回戦で広島の植田幸弘が一回裏に1号満塁本塁打を打ち、広島はプロ野球史上3度目の3試合連続で満塁本塁打を記録[27]。
- 5月15日 - 広島は津田恒美を支配下登録から外し練習生とすると発表。水頭症の治療のための入院のため[28]。
- 5月16日 - 巨人の槙原寛己が北九州市民球場での対大洋9回戦の三回表に宮里太から三振を奪い、プロ通算1000奪三振を達成[29]。
- 5月19日 - ロッテ対近鉄戦（秋田八橋球場）で、近鉄のジム・トレーバーがロッテの園川一美からの死球に激昂して園川を追いかける乱闘騒ぎを起こした。トレーバーは暴力行為で退場になった。
- 5月24日
  - 大洋は横浜スタジアムでの対巨人10回戦でプロ野球タイ記録の1試合4犠飛[30]。
  - オリックスの松永浩美がグリーンスタジアム神戸での対ロッテ6回戦でサイクル安打を達成。松永は82年10月8日対南海戦でも記録しており、元阪神の藤村冨美男以来史上2人目の2度達成者となる[31]。
- 5月25日 - 千葉マリンスタジアムで初の公式戦となるヤクルト対中日10回戦が行われ、ヤクルトの荒井幸雄が同球場での公式戦第1号本塁打をランニング本塁打で記録。荒井の2号2点本塁打となる[32]。
- 5月26日 - 中日の川畑泰博とオリックスの南牟礼豊蔵の交換トレードが成立したと両球団が発表[33]。
- 5月28日
  - ダイエーの門田博光が北九州市民球場での対西武6回戦の三回裏に安打を打ち、プロ通算4500塁打を達成[34]。
  - 日本ハムの大島康徳が川崎球場での対ロッテ9回戦の一回表にマット・ウインタースの15号2点本塁打で生還し、プロ通算1000得点を達成[35]。
- 5月29日
  - ロッテは広島の高沢秀昭を金銭トレード獲得したと発表[36]。
  - オリックスのドン・シュルジーが日本生命球場の十一回表の来日初打席で赤堀元之から1号本塁打。パ・リーグが1975年指名打者制を導入して以来、投手が本塁打を打ったのは初めて[37]。
  - 広島の清川栄治と近鉄の野林大樹の交換トレードが成立したと両球団が発表[38]。
- 5月30日 - 大洋の斎藤明夫が浜松での対中日8回戦に先発し二回一死でプロ通算2000投球回を達成[39]。

### 6月
- 6月1日 - 日本ハムの大島康徳が水戸での対近鉄4回戦の一回裏に安打を打ち、プロ通算3500塁打を達成[40]。
- 6月5日 - 阪神はナゴヤ球場での対中日11回戦に0-2で敗れ、球団通算3000敗を記録[41]。
- 6月6日
  - 広島の大野豊が横浜スタジアムでの対大洋9回戦で今季10セーブ目を挙げ、プロ野球タイ記録の10連続セーブ[42]。
  - 岡田豊審判員が西武球場での西武対近鉄11回戦で左翼線審を務め、パ・リーグ史上初の通算3000試合出場を達成[43]。
- 6月7日 - ダイエーの門田博光が平和台球場での対日本ハム9回戦の一回裏に8号2点本塁打を打ち、プロ通算550本塁打を達成[44]。
- 6月8日 - 広島の大野豊が盛岡での対ヤクルト7回戦で今季11セーブ目を挙げ、連続11セーブのプロ野球新記録[45]。
- 6月13日 - 阪神はグリーンスタジアム神戸での対ヤクルト10回戦に2-5で敗れ球団タイ記録の9連敗となる[46]。
- 6月14日 - 阪神は神宮球場での対ヤクルト11回戦に5-19で敗れ、球団新記録の10連敗。これまで12球団で唯一２桁連敗がなかった[47]。
- 6月15日 - 阪神は甲子園球場での対中日13回戦に13-4で勝利し、連敗を10で止める[48]。
- 6月16日
  - 広島の川口和久が広島市民球場での対巨人14回戦で今季4勝目を挙げ、プロ通算100勝を達成[49]。
  - ヤクルトの角富士夫が横浜スタジアムでの対大洋13回戦の9回表に犠打を決め、プロ通算200犠打を達成。史上10人目[50]。
- 6月18日
  - 中日の彦野利勝がナゴヤ球場での対大洋11回戦の九回裏に3号サヨナラ本塁打を放つが、一塁を回ったところで右膝を押さえて倒れ、代走の山口幸司がホームイン[51]。
  - 西武の秋山幸二が山形での対オリックス13回戦を欠場し、1985年から続いていた連続試合出場が833で止まる[52]。
- 6月19日 - 近鉄の石本貴昭の中日への金銭トレードが成立したと近鉄、中日両球団が発表[53]。
- 6月22日 - ヤクルトは札幌市円山球場での対阪神12回戦に8-2で勝利し、球団史上初の10連勝を記録[54]。
- 6月25日 - 近鉄の鈴木貴久が平和台球場での対ダイエー10回戦の6回表に8号本塁打を放ち、プロ通算100本塁打を達成。史上165人目[55]。
- 6月26日
  - ヤクルトは東京ドームでの対巨人13回戦に5-6でサヨナラ負けし、連勝が12で止まる[56]。
  - 西武球場での西武対日本ハム12回戦で西武の秋山幸二が一回裏に18号本塁打を打ち、プロ通算250本塁打を達成[57]。また、西武の伊東勤がこの試合に出場し、プロ通算1000試合出場を達成。史上294人目[58]。
- 6月28日
  - 川崎球場でのロッテ対西武9回戦で西武は一回表から五回表までの5イニング連続本塁打のパリーグ新記録[59]。
  - オリックスの藤井康雄が藤井寺球場での対近鉄12回戦の九回表に11号3点本塁打を打ち、プロ通算100本塁打を達成[60]。
- 6月30日 - 中日の落合博満がナゴヤ球場での対巨人10回戦で香田勲男からプロ通算3000塁打を達成[61]。

### 7月
- 7月9日 - 近鉄の球団社長の前田泰男はオジー・カンセコが退団すると明らかにした[62]。
- 7月10日 - 巨人の篠塚利夫が札幌市円山球場での対広島16回戦の九回裏に安打を打ち、プロ通算1500安打を達成[63]。
- 7月14日 - 中日の宇野勝が東京ドームでの対巨人13回戦の二回表に桑田真澄から三振を喫し、日本人選手としてプロ野球新記録の23試合連続三振[64]。
- 7月18日 - オリックスの石嶺和彦が北九州市民球場での対ダイエー12回戦に4番・指名打者として出場し、プロ通算1000試合出場を達成[65]。
- 7月19日 - 中日の中村武志がナゴヤ球場での対巨人14回戦で、八回裏一死満塁の場面で代打で登場し12号満塁本塁打、十回裏に13号サヨナラ本塁打を放ち、史上5人目の一試合で満塁本塁打、サヨナラ本塁打の両方を打った選手となる[66]。試合後、巨人ファン約30名が巨人ナインの乗せたバスを取り囲み立ち往生する騒ぎが起きる[67]。
- 7月31日 - プロ野球のオーナー会議が都内のホテルで開かれ、ロッテの球団社長代行の重光昭夫は来季より本拠地を川崎球場から千葉マリンスタジアムへ移転することを表明[68]。

### 8月
- 8月1日 - 第62回都市対抗野球大会決勝戦（東芝対三菱重工長崎）で、東芝の丹波健二が1大会9本塁打の都市対抗野球個人大会最多本塁打記録を達成。
- 8月2日 - ダイエーの水上善雄が西武球場での対西武15回戦に8番・遊撃で先発出場し、プロ通算1500試合出場を達成[69]。
- 8月4日 - 大洋のロバート・レイノルズが横浜スタジアムでの対ヤクルト19回戦の一回裏の第一打席で安打、三回裏の第2打席で8号2点本塁打を打ち、日本プロ野球新記録となる11打数連続安打を達成[70]。
- 8月7日 - ダイエーの門田博光が平和台球場での対日本ハム19回戦の五回裏に安打を打ち、プロ通算2500安打を達成[71]。
- 8月8日 - 第73回全国高等学校野球選手権大会が阪神甲子園球場で開幕。
- 8月12日 - 広島の大野豊が広島市民球場での対阪神14回戦の九回表から救援登板し、プロ通算500試合登板を達成[72]。
- 8月19日 - 中日の郭源治が対巨人戦（東京ドーム）で日本プロ野球通算1500投球回[73]。
- 8月21日 - 第73回全国高等学校野球選手権大会の決勝戦が阪神甲子園球場で行われ、大阪代表の大阪桐蔭高校が沖縄代表の沖縄水産を13-8で破り初優勝。
- 8月22日 - 中日はナゴヤ球場での対ヤクルト21回戦で、セ・リーグタイ記録の1試合5併殺打[74]。
- 8月25日 - 巨人の川相昌弘が東京ドームでの対大洋23回戦の七回無死一塁で犠打を決め今季58個目となり、自身が1990年に記録した年間最多犠打58と並ぶ[75]。
- 8月27日 - 広島は広島市民球場での対大洋22回戦でセ・リーグタイ記録の1試合5盗塁刺殺[76]。
- 8月30日 - 中日の落合博満が広島市民球場での対広島15回戦の六回表に24号本塁打を打ち、プロ通算400本塁打を達成[77]。

### 9月
- 9月1日 - 巨人の川相昌弘が甲子園球場での対阪神23回戦の一回表に無死一塁から犠打を決め、自身が1990年に記録した年間最多犠打58を更新する今季59個目の犠打[78]。
- 9月4日 - プロ野球実行委員会が名古屋市内のホテルで開かれ、ロッテの千葉への本拠地移転を正式に承認[79]。
- 9月5日 - 中日の落合博満がナゴヤ球場での対大洋23回戦の七回裏に盛田幸妃から四球を選び、プロ通算1000四死球を達成[80]。
- 9月6日 - オリックスのブーマー・ウェルズがグリーンスタジアム神戸での対ダイエー19回戦に出場し、1000試合出場を達成[81]。
- 9月7日 - 広島の川口和久が東京ドームでの対巨人23回戦の四回表に岡崎郁から三振奪い、プロ通算1000奪三振を達成[82]。
- 9月20日 - ジュニア日本選手権の巨人対広島戦が平塚球場で行われ、7回裏巨人の攻撃中に降雨のため試合が中断し、5-5の引き分けに終わり再試合となる[83]。
- 9月21日 - ジュニア日本選手権の再試合が平塚球場で行われ、巨人が広島に8-7でサヨナラ勝ちし、2年連続5度目の優勝達成[84]。
- 9月23日 - 中日の球団社長の中山了は、監督の星野仙一が今季限りで辞任を申し出ていることを明らかにする[85]。
- 9月26日 - 阪神の真弓明信が甲子園球場での対ヤクルト26回戦で二回裏に17号本塁打、四回裏に二塁打、六回裏に適時二塁打を打ち、プロ通算3000塁打を達成[86]。
- 9月27日 - ダイエーは今井雄太郎と広橋公寿が今季限りでの現役引退すると発表[87]。
- 9月28日
  - ダイエーの門田博光が平和台球場での対日本ハム25回戦で2三振を喫し、これでプロ通算1479三振となり、野村克也の通算1478三振を抜いて、プロ野球史上2位の三振数となる[88]。
  - 大洋の屋鋪要が東京ドームでの対巨人25回戦で2盗塁を決め、プロ通算300盗塁を達成[89]。
- 9月29日 - ロッテの西村徳文が川崎球場での対近鉄25回戦で2盗塁を決め、プロ通算300盗塁を達成[90]。

### 10月
- 10月1日 - 日本ハムの監督の近藤貞雄が本拠地・東京ドームでの最終戦となる対近鉄24回戦の試合終了後に記者会見し、今季限りで監督を退任すると表明[91]。
- 10月2日 - 西武の渡辺久信が西武球場での対ロッテ24回戦の三回表に佐藤兼伊知から三振を奪い、プロ通算1000奪三振を記録[92]。
- 10月3日 - 西武球場で西武対日本ハム26回戦で西武が13-1と勝利し、2年連続のパ・リーグ優勝が決定[93]。
- 10月4日 - 阪神は田尾安志が今季限りで現役引退すると発表[94]。
- 10月8日
  - 阪神の高橋慶彦が横浜スタジアムでの対大洋24回戦の六回表に得点してプロ通算1000得点を達成[95]。
  - ダイエーは島田誠が今季限りで現役引退すると発表[96]。また、有田修三バッテリーコーチの退団を発表[97]。
  - オリックスがブーマー・ウェルズと来季の契約を結ばないことを発表[98]。
- 10月9日 - 巨人は一軍ヘッドコーチの近藤昭仁の退団を発表[99]。
- 10月10日 - 横浜スタジアムでの大洋対阪神ダブルヘッダー第二試合の26回戦は大洋の田代富雄の引退試合となり、田代は現役最後の打席となった三回裏の第二打席で1号満塁本塁打を打つ[100]。
- 10月12日 - ヤクルトは尾花高夫が今季限りで現役引退すると発表[101]。
- 10月13日
  - 広島対阪神のダブルヘッダーが広島市民球場で行われ、第二試合の25回戦で広島が阪神に2-1で勝ち、5年ぶり6度目のセ・リーグ優勝[102]。
  - 中日の落合博満が神宮球場での対ヤクルト26回戦で1試合6四球のプロ野球新記録[103]。
- 10月14日 - 大洋は打撃コーチの大杉勝男が退団したと発表[104]。
- 10月15日 - 中日の宇野勝がナゴヤ球場での対広島26回戦の二回裏に川島堅から適時打を打ち、プロ野球通算1500安打を達成[105]。
- 10月16日 - セ・リーグのシーズン公式戦全日程が終了[106]。
- 10月17日 - パ・リーグのシーズン公式戦全日程が終了[107]。
- 10月18日 - 中日は球団OBで野球評論家の高木守道が来季より監督に就任すると正式に発表[108]。
- 10月21日 - 沢村賞の選考が東京都内のホテルで行われ、広島の佐々岡真司を選出[109]。
- 10月27日 - 【MLB】ワールドシリーズはミネソタ・ツインズがアトランタ・ブレーブスに4勝3敗で優勝達成。
- 10月28日 - 日本シリーズ第7戦が西武球場で行われ、西武が広島に7-1で勝利し、4勝3敗で2年連続の優勝達成[110]。
- 10月29日 - 正力松太郎賞の選考委員会が開かれ、西武の秋山幸二を選出[111]。
- 10月30日 - プロ野球セ・パ両リーグの最優秀選手、新人王、ベストナインを決める記者投票の開票が行われ、最優秀選手はセは広島の佐々岡真司、パは西武の郭泰源を、最優秀新人にセは中日の森田幸一、パはオリックスの長谷川滋利を選出[112]。
- 10月31日
  - オリックスの熊野輝光と巨人の勝呂博憲の交換トレードを両球団から発表[113]。
  - オリックスが二軍監督に根来広光の就任を発表[114]。
  - 大洋が阪神の弘田澄男外野守備コーチを二軍打撃コーチとして招聘すると発表[115]。
  - パ・リーグは村田康一審判部長の定年退職に伴い、寺本勇副部長の昇格を発表[116]。

### 11月
- 11月1日 - 日本ハムは都内のホテルで記者会見し、球団OBで野球評論家の土橋正幸が新監督に就任したと正式に発表[117]。
- 11月5日
  - ロッテの監督の金田正一が西新宿のロッテ本社にオーナーの重光武雄を訪ねてシーズン報告と、今季限りでの辞任を申し出る[118]。
  - 西武は一軍投手コーチの小山正明が契約が切れる今季限りでの退団と、一軍打撃コーチの広野功の三軍監督就任を発表[119]。
  - 広島の長内孝と大洋の銚子利夫、日本ハムの島田直也と大洋の石川賢の2件の交換トレードを関係3球団から発表[120]。
- 11月6日
  - 広島は津田恒美から出ていた退団届を受理[121]。
  - 大洋の新浦寿夫とダイエーの大塚義樹の交換トレードが成立したと大洋、ダイエー両球団が正式に発表[122]。
- 11月13日 - ロッテは錦糸町のロッテ会館にて記者会見し、監督の金田正一が辞任し後任に西武一軍投手コーチの八木沢荘六が新監督に就任したことを正式に発表。また球団社長代行の重光昭夫がオーナー代行に就任したことを発表[123]。
- 11月18日 - ロッテは千葉市のホテルで記者会見し、来季からチーム名を「千葉ロッテ・マリーンズ」に決定したと発表[124]。
- 11月22日 - プロ野球新人選択会議が12時から港区の新高輪プリンスホテルにて行われる[125]。
- 11月25日 - 日本ハムの角盈男とヤクルトの小川淳司の交換トレードが成立したと日本ハム、ヤクルト両球団が正式に発表[126]。
- 11月26日 - 日本ハムの若菜嘉晴が六本木の球団事務所を訪れ、退団したいと申し入れる[127]。

### 12月
- 12月3日 - 中日の山中潔と日本ハムの五十嵐明プラス金銭の交換トレードが成立したと中日、日本ハムの両球団が正式に発表[128]。
- 12月4日 - 阪神は大洋のジェームス・パチョレックを金銭トレードで獲得したと発表[129]。
- 12月9日 - 中日の落合博満が球団と契約更改交渉に臨み、日本人選手として初めて年俸3億円でサイン[130]。
- 12月10日 - 巨人の鴻野淳基と大洋の大野雄次の交換トレードが成立したと巨人、大洋の両球団が発表[131]。
- 12月11日 - 西武の岡田展和と巨人の松原靖の交換トレードが成立したと西武、巨人の両球団が発表[132]。
- 12月16日 - 日本ハムの津野浩と広島の金石昭人の交換トレードを両球団から発表[133]。
- 12月17日 - 前オリックスのブーマー・ウェルズがダイエーに移籍することが決定[134]。
- 12月25日 - 大洋の中山裕章が「11月12日に横浜市金沢区六浦町で少女2人に対する強制わいせつ・公然わいせつ事件を起こした」として強制わいせつ・公然わいせつ容疑で神奈川県警察捜査一課・金沢警察署に逮捕された[135]。
- 12月26日 - 大洋は少女への強制わいせつで神奈川県警と金沢署に逮捕された中山裕章について、12月6日に結んだ契約を破棄して保留選手として扱い、捜査当局の結論を待ってから具体的な処分を下すことを決定[136]。
- 12月27日
  - オリックスは取締役球団本部副本部長の上田利治が退団したと発表[137]。
  - 巨人の高田誠とオリックスの藤田浩雅の交換トレードが成立したと巨人、オリックスの両球団が発表[138]。

## 誕生

### 1月
- 1月2日 - 林羿豪
- 1月6日 - ケビン・ゴーズマン
- 1月7日 - タッカー・バーンハート
- 1月7日 - 伊藤準規
- 1月7日 - 郭阜林
- 1月8日 - 鈴木駿也
- 1月9日 - 笠原将生
- 1月11日 - 中島卓也
- 1月12日 - アレックス・ウッド
- 1月13日 - 角晃多
- 1月14日 - スティーブン・ピスコッティ
- 1月17日 - トレバー・バウアー
- 1月24日 - フェリペ・バスケス
- 1月31日 - ギジェルモ・エレディア

### 2月
- 2月2日 - マット・ボイド
- 2月5日 - 王躍霖
- 2月4日 - 杉谷拳士
- 2月6日 - ルーク・メイリー
- 2月12日 - レイモンド・フエンテス
- 2月21日 - デボン・トラビス
- 2月26日 - ケビン・プラウェッキー

### 3月
- 3月6日 - 西野勇士
- 3月11日 - 中﨑雄太
- 3月12日 - 有吉優樹
- 3月16日 - コーリー・スパンジェンバーグ
- 3月18日 - J.T.リアルミュート
- 3月18日 - レウリー・ガルシア
- 3月26日 - ロブ・レフスナイダー
- 3月26日 - エルナン・ペレス
- 3月26日 - マイケル・テイラー
- 3月28日 - 加藤翔平
- 3月30日 - ジェイク・マリスニック

### 4月
- 4月1日 - シーザー・プエロ
- 4月4日 - マーティン・ペレス
- 4月16日 - ノーラン・アレナド
- 4月17日 - 今村猛
- 4月24日 - タイラー・ネイキン
- 4月26日 - 秋山拓巳

### 5月
- 5月1日 - マーカス・ストローマン
- 5月2日 - ジョナサン・ビヤー
- 5月5日 - ジェームズ・パゾス
- 5月7日 - エミリオ・パガン
- 5月24日 - チャド・グリーン
- 5月29日 - 近藤大亮
- 5月31日 - マット・ボウマン

### 6月
- 6月5日 - アンドリュー・ヒーニー
- 6月5日 - 高梨裕稔
- 6月12日 - アビサイル・ガルシア
- 6月17日 - 菊池雄星
- 6月17日 - 大瀬良大地
- 6月19日 - 鬼屋敷正人
- 6月21日 - ジェフリー・マルテ
- 6月27日 - フリオ・テヘラン

### 7月
- 7月1日 - マイケル・ワカ
- 7月6日 - ニック・グッディー
- 7月13日 - タイラー・スカッグス（+ 2019年）
- 7月16日 - トミー・ジョゼフ
- 7月18日 - エウヘニオ・スアレス
- 7月22日 - ジェイク・バレット
- 7月27日 - ワンディ・ペラルタ

### 8月
- 8月2日 - パーカー・ブリッドウェル
- 8月6日 - ウィルマー・フローレス
- 8月7日 - マイク・トラウト
- 8月13日 - ランドル・グリチャック
- 8月17日 - 堂林翔太
- 8月21日 - メイソン・ウィリアムズ
- 8月24日 - エンリケ・ヘルナンデス
- 8月31日 - エリック・ゴンザレス

### 9月
- 9月1日 - 九里亜蓮
- 9月3日 - カール・エドワーズ・ジュニア
- 9月6日 - タイラー・オースティン
- 9月12日 - ホセ・ウレーニャ
- 9月14日 - ティム・アサートン
- 9月21日 - カルロス・マルティネス
- 9月28日 - エディ・ロザリオ

### 10月
- 10月1日 - ロビー・レイ
- 10月2日 - キャム・ベドローシアン
- 10月7日 - マイク・フォルテネービッチ
- 10月11日 - ジオバニー・ウルシェラ
- 10月16日 - ジョナサン・スコープ
- 10月26日 - ドミニク・レオン

### 11月
- 11月5日 - ジョン・グレイ
- 11月18日 - ジェイムソン・タイヨン
- 11月22日 - ジャスティン・ニコリーノ
- 11月23日 - 山川穂高
- 11月26日 - コーリー・クネイブル
- 11月26日 - 筒香嘉智

### 12月
- 12月5日 - クリスチャン・イエリッチ
- 12月5日 - 岡田俊哉
- 12月9日 - アダム・エンゲル
- 12月14日 - アダム・フレイジャー
- 12月14日 - ホセ・オスナ
- 12月20日 - 平井克典

## 死去
- 1月3日 - ルーク・アップリング（*1907年）
- 1月19日 - ロイ・ウェザリー（*1915年）
- 1月21日 - 桑田武（*1937年）
- 3月7日 - クール・パパ・ベル（*1903年）
- 4月20日 - バッキー・ウォルターズ（*1909年）
- 6月16日 - ハッピー・チャンドラー（*1898年）
- 7月12日 - スティーブ・マクナルティ（*1953年）
- 7月15日 - 永川英植（*1956年）
- 9月1日 - 外山義明（*1947年）
- 9月29日 - 野上清光（*1914年）
- 10月7日 - レオ・ドローチャー（*1905年）
- 10月11日 - 鈴木美嶺（*1921年）
- 11月22日 - 麻生実男（*1937年）
- 12月5日 - 服部受弘（*1920年）